# Grand Prix automobile de Long Beach 2021
Navigation
Édition précédente Édition suivante
Le Grand Prix automobile de Long Beach 2021 (officiellement appelé le 2021 Acura Grand Prix de Long Beach 2021) a été une course de voitures de sport organisée sur le circuit urbain de Long Beach en Californie, aux États-Unis, qui s'est déroulée le 25 septembre 2021 dans le cadre du Grand Prix de Long Beach. Il s'agissait de la dixième manche du championnat WeatherTech SportsCar Championship 2021 et seules les catégories Daytona Prototype international, GT Le Mans et GTD y ont participé.

## Circuit

Circuit urbain de Long Beach

Le Grand Prix automobile de Long Beach 2021 se déroulent sur le Circuit urbain de Long Beach situé en Californie. Il s'agit d'un circuit automobile temporaire tracé dans les rues de la ville de Long Beach. Du fait de sa situation urbaine et en bord de mer, le circuit a été surnommé par les médias « Monaco of the West » (« Le Monaco de l'ouest »), en référence au célèbre circuit de Monaco.

## Engagés
La liste officielle des engagés était composée de 26 voitures, dont 6 en DPi, 3 en Grand Touring Le Mans et 17. Les catégories LMP2 et LMP3 n'ont pas participé à cette manche.

## Course

### Classement de la course
Voici le classement officiel au terme de la course.
- Les vainqueurs de chaque catégorie sont signalés par un fond jauni.
- Pour la colonne Pneus, il faut passer le curseur au-dessus du modèle pour connaître le manufacturier de pneumatiques.

| Pos  | Classe | no | Écurie                                                   | Pilotes                              | Châssis                          | Pneus | Tours | Temps                                |
| ---- | ------ | -- | -------------------------------------------------------- | ------------------------------------ | -------------------------------- | ----- | ----- | ------------------------------------ |
| Pos  | Classe | no | Écurie                                                   | Pilotes                              | Moteur                           | Pneus | Tours | Temps                                |
| 1    | DPi    | 31 | Whelen Engineering Racing                                | Pipo Derani Felipe Nasr              | Cadillac DPi-V.R                 | M     | 78    | 1 h 40 min 46 s 781                  |
| 1    | DPi    | 31 | Whelen Engineering Racing                                | Pipo Derani Felipe Nasr              | Cadillac 5,5 L V8 Atmo           | M     | 78    | 1 h 40 min 46 s 781                  |
| 2    | DPi    | 01 | Cadillac Chip Ganassi Racing                             | Kevin Magnussen Renger van der Zande | Cadillac DPi-V.R                 | M     | 78    | + 10 s 952                           |
| 2    | DPi    | 01 | Cadillac Chip Ganassi Racing                             | Kevin Magnussen Renger van der Zande | Cadillac 5,5 L V8 Atmo           | M     | 78    | + 10 s 952                           |
| 3    | DPi    | 5  | JDC-Mustang Sampling Racing                              | Loïc Duval Tristan Vautier           | Cadillac DPi-V.R                 | M     | 78    | + 15 s 869                           |
| 3    | DPi    | 5  | JDC-Mustang Sampling Racing                              | Loïc Duval Tristan Vautier           | Cadillac 5,5 L V8 Atmo           | M     | 78    | + 15 s 869                           |
| 4    | DPi    | 10 | Konica Minolta Acura ARX-05                              | Filipe Albuquerque Ricky Taylor      | Acura ARX-05                     | M     | 78    | + 50 s 566                           |
| 4    | DPi    | 10 | Konica Minolta Acura ARX-05                              | Filipe Albuquerque Ricky Taylor      | Acura AR35TT 3,5 L V6 Turbo      | M     | 78    | + 50 s 566                           |
| 5    | DPi    | 55 | Mazda Motorsports                                        | Oliver Jarvis Harry Tincknell        | Mazda RT24-P                     | M     | 78    | + 1 min 13 s 185                     |
| 5    | DPi    | 55 | Mazda Motorsports                                        | Oliver Jarvis Harry Tincknell        | Mazda MZ-2.0T 2,0 L I4 Turbo     | M     | 78    | + 1 min 13 s 185                     |
| 6    | GTLM   | 4  | Corvette Racing                                          | Tommy Milner Nick Tandy              | Chevrolet Corvette C8.R          | M     | 75    | + 3 tours                            |
| 6    | GTLM   | 4  | Corvette Racing                                          | Tommy Milner Nick Tandy              | Chevrolet 5,5 L V8 Atmo          | M     | 75    | + 3 tours                            |
| 7    | GTLM   | 3  | Corvette Racing                                          | Antonio García Jordan Taylor         | Chevrolet Corvette C8.R          | M     | 75    | + 3 tours                            |
| 7    | GTLM   | 3  | Corvette Racing                                          | Antonio García Jordan Taylor         | Chevrolet 5,5 L V8 Atmo          | M     | 75    | + 3 tours                            |
| 8    | GTLM   | 79 | WeatherTech Racing                                       | Cooper MacNeil Mathieu Jaminet       | Porsche 911 RSR-19               | M     | 74    | + 4 tours                            |
| 8    | GTLM   | 79 | WeatherTech Racing                                       | Cooper MacNeil Mathieu Jaminet       | Porsche 4,2 L Flat-6 Atmo        | M     | 74    | + 4 tours                            |
| 9    | GTD    | 1  | Paul Miller Racing                                       | Bryan Sellers Madison Snow           | Lamborghini Huracán GT3 Evo      | M     | 73    | + 5 tours                            |
| 9    | GTD    | 1  | Paul Miller Racing                                       | Bryan Sellers Madison Snow           | Lamborghini 5,2 L V10 Atmo       | M     | 73    | + 5 tours                            |
| 10   | GTD    | 9  | Pfaff Motorsports                                        | Zacharie Robichon Laurens Vanthoor   | Porsche 911 GT3 R                | M     | 73    | + 5 tours                            |
| 10   | GTD    | 9  | Pfaff Motorsports                                        | Zacharie Robichon Laurens Vanthoor   | Porsche 4,0 L Flat-6 Atmo        | M     | 73    | + 5 tours                            |
| 11   | GTD    | 16 | Wright Motorsports                                       | Trent Hindman Patrick Long           | Porsche 911 GT3 Evo              | M     | 73    | + 5 tours                            |
| 11   | GTD    | 16 | Wright Motorsports                                       | Trent Hindman Patrick Long           | Porsche 4,0 L Flat-6 Atmo        | M     | 73    | + 5 tours                            |
| 12   | GTD    | 14 | Vasser Sullivan Racing                                   | Jack Hawksworth Aaron Telitz         | Lexus RC F GT3                   | M     | 73    | + 5 tours                            |
| 12   | GTD    | 14 | Vasser Sullivan Racing                                   | Jack Hawksworth Aaron Telitz         | Lexus 5,0 L V8 Atmo              | M     | 73    | + 5 tours                            |
| 13   | GTD    | 39 | CarBahn avec Peregrine Racing                            | Richard Heistand (de) Jeff Westphal  | Audi R8 LMS                      | M     | 73    | + 5 tours                            |
| 13   | GTD    | 39 | CarBahn avec Peregrine Racing                            | Richard Heistand (de) Jeff Westphal  | Audi 5,2 L V10 Atmo              | M     | 73    | + 5 tours                            |
| 14   | GTD    | 23 | The Heart of Racing                                      | Roman De Angelis Ross Gunn           | Aston Martin Vantage AMR GT3     | M     | 73    | + 5 tours                            |
| 14   | GTD    | 23 | The Heart of Racing                                      | Roman De Angelis Ross Gunn           | Aston Martin 4,0 L V8 Turbo      | M     | 73    | + 5 tours                            |
| 15   | GTD    | 26 | O'Gara Motorsport / USRT                                 | Steven Aghakhani Jake Eidson (en)    | Mercedes-AMG GT3 Evo             | M     | 73    | + 5 tours                            |
| 15   | GTD    | 26 | O'Gara Motorsport / USRT                                 | Steven Aghakhani Jake Eidson (en)    | Mercedes-Benz M159 6,2 L V8 Atmo | M     | 73    | + 5 tours                            |
| 16   | GTD    | 66 | Gradient Racing                                          | Till Bechtolsheimer Marc Miller (en) | Acura NSX GT3 Evo                | M     | 73    | + 5 tours                            |
| 16   | GTD    | 66 | Gradient Racing                                          | Till Bechtolsheimer Marc Miller (en) | Acura 3,5 L V6 Turbo             | M     | 73    | + 5 tours                            |
| 17   | GTD    | 88 | Team Hardpoint EBM                                       | Rob Ferriol Katherine Legge          | Porsche 911 GT3 R                | M     | 72    | + 6 tours                            |
| 17   | GTD    | 88 | Team Hardpoint EBM                                       | Rob Ferriol Katherine Legge          | Porsche 4,0 L Flat-6 Atmo        | M     | 72    | + 6 tours                            |
| 18   | GTD    | 63 | Scuderia Corsa                                           | Colin Braun Daniel Mancinelli        | Ferrari 488 GT3                  | M     | 72    | + 6 tours                            |
| 18   | GTD    | 63 | Scuderia Corsa                                           | Colin Braun Daniel Mancinelli        | Ferrari F154CB 3,9 l V8 Turbo    | M     | 72    | + 6 tours                            |
| 19   | GTD    | 76 | Compass Racing                                           | Matt McMurry Mario Farnbacher        | Acura NSX GT3 Evo                | M     | 72    | + 6 tours                            |
| 19   | GTD    | 76 | Compass Racing                                           | Matt McMurry Mario Farnbacher        | Acura 3,5 L V6 Turbo             | M     | 72    | + 6 tours                            |
| 20   | GTD    | 27 | The Heart of Racing                                      | Ian James Alex Riberas               | Aston Martin Vantage AMR GT3     | M     | 72    | + 6 tours                            |
| 20   | GTD    | 27 | The Heart of Racing                                      | Ian James Alex Riberas               | Aston Martin 4,0 L V8 Turbo      | M     | 72    | + 6 tours                            |
| 21   | GTD    | 12 | Vasser Sullivan Racing                                   | Frankie Montecalvo Zach Veach (en)   | Lexus RC F GT3                   | M     | 72    | + 6 tours                            |
| 21   | GTD    | 12 | Vasser Sullivan Racing                                   | Frankie Montecalvo Zach Veach (en)   | Lexus 5,0 L V8 Atmo              | M     | 72    | + 6 tours                            |
| 22   | GTD    | 44 | Magnus Racing avec Archangel Motorsports                 | Andy Lally John Potter               | Acura NSX GT3 Evo                | M     | 71    | + 7 tours                            |
| 22   | GTD    | 44 | Magnus Racing avec Archangel Motorsports                 | Andy Lally John Potter               | Acura 3,5 L V6 Turbo             | M     | 71    | + 7 tours                            |
| 23   | GTD    | 34 | GMG Racing                                               | Kyle Washington James Sofronas       | Porsche 911 GT3 R                | M     | 70    | + 8 tours                            |
| 23   | GTD    | 34 | GMG Racing                                               | Kyle Washington James Sofronas       | Porsche 4,0 L Flat-6 Atmo        | M     | 70    | + 8 tours                            |
| 24   | GTD    | 96 | Turner Motorsport                                        | Bill Auberlen Robby Foley            | BMW M6 GT3                       | M     | 69    | + 9 tours                            |
| 24   | GTD    | 96 | Turner Motorsport                                        | Bill Auberlen Robby Foley            | BMW 4,4 L V8 Turbo               | M     | 69    | + 9 tours                            |
| Abd. | DPi    | 60 | Meyer Shank Racing avec Curb Agajanian Performance Group | Dane Cameron Olivier Pla             | Acura ARX-05                     | M     | 68    | Contact avec la Ferrari 488 GT3 n°63 |
| Abd. | DPi    | 60 | Meyer Shank Racing avec Curb Agajanian Performance Group | Dane Cameron Olivier Pla             | Acura AR35TT 3,5 L V6 Turbo      | M     | 68    | Contact avec la Ferrari 488 GT3 n°63 |
| Abd. | GTD    | 19 | GRT Grasser Racing Team                                  | Misha Goikhberg Franck Perera        | Lamborghini Huracán GT3 Evo      | M     | 25    | Contact avec le mur                  |
| Abd. | GTD    | 19 | GRT Grasser Racing Team                                  | Misha Goikhberg Franck Perera        | Lamborghini 5,2 L V10 Atmo       | M     | 25    | Contact avec le mur                  |

## Pole position et record du tour
- Pole position :  Felipe Nasr (#31 Whelen Engineering Racing) en 1 min 11 s 620
- Meilleur tour en course :  Kevin Magnussen (#01 Cadillac Chip Ganassi Racing) en 1 min 12 s 661

## Tours en tête
- no 31 Cadillac DPi-V.R - Whelen Engineering Racing :  73 tours (1-7 / 10-40 / 44-78)[4]
- no 01 Cadillac DPi-V.R - Cadillac Chip Ganassi Racing :  2 tours (8-9)
- no 60 Acura ARX-05 - Meyer Shank Racing
avec Curb Agajanian Performance Group :  3 tours (41-43)

## À noter
- Longueur du circuit : 1,968 mi
- Distance parcourue par les vainqueurs : 153,504 mi